# 이스라엘 박물관

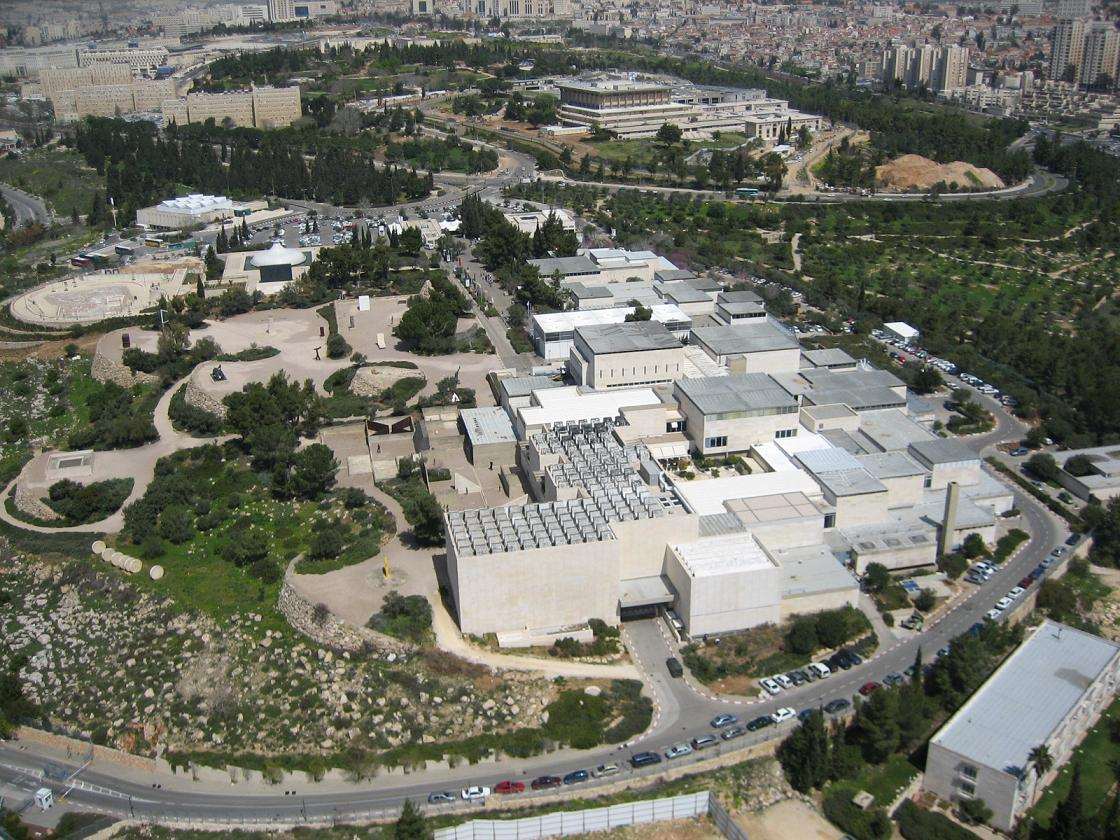
예루살렘 박물관

예루살렘 이스라엘 박물관(히브리어: מוזיאון ישראל,ירושלים, Muze'on Yisrael, Yerushalayim)은 1965년에 개관한 이스라엘의 국립 박물관이다. 예루살렘 기바트람 언덕 근처에 있으며 인근에는 성경 박물관과 이스라엘 국립 고고학 연구소, 이스라엘 국회의사당, 이스라엘 대법원, 예루살렘 히브리 대학교가 있다.
예루살렘 시장 테디 콜레크가 박물관 건설 계획을 발표했으며 세계에서 가장 큰 예술 박물관이자 고고학 박물관 가운데 하나이기도 하다. 박물관은 성서와 고고학 유물, 유대인 유물, 아프리카와 북아메리카, 오세아니아 및 극동 지역의 예술 작품, 희귀 원고에서 고대 유리 작품과 조각 작품 등에 이르는 유물을 전시하고 있다. 박물관 부지 안에는 마사다에서 발견된 사해 문서가 보관되어 있는 책의 사당이 있는데 독특한 건축 양식을 띠고 있는 것이 특징이다. 7,000여 분야에 속하는 유물 500,000여 점을 전시하고 있다.

## 책의 사당
1947년에서 1956년까지 쿰란 와디 지대에 있는 동굴 11개에서 발견된 사해 문서가 보관되어 있는 건물로, 1965년 헝가리로 이주한 유대인 출신 건축가인 다비드 사무엘 고테스만이 이스라엘 정부에 사해 문서를 기증한 대가로 7년 동안 건설되었다.

## 예루살렘 제2성전 모형
기원전 66년 로마가 예루살렘을 파괴하기 이전에 있던 예루살렘의 건물과 사원들을 복원한 모형이 전시되어 있다.

## 갱도

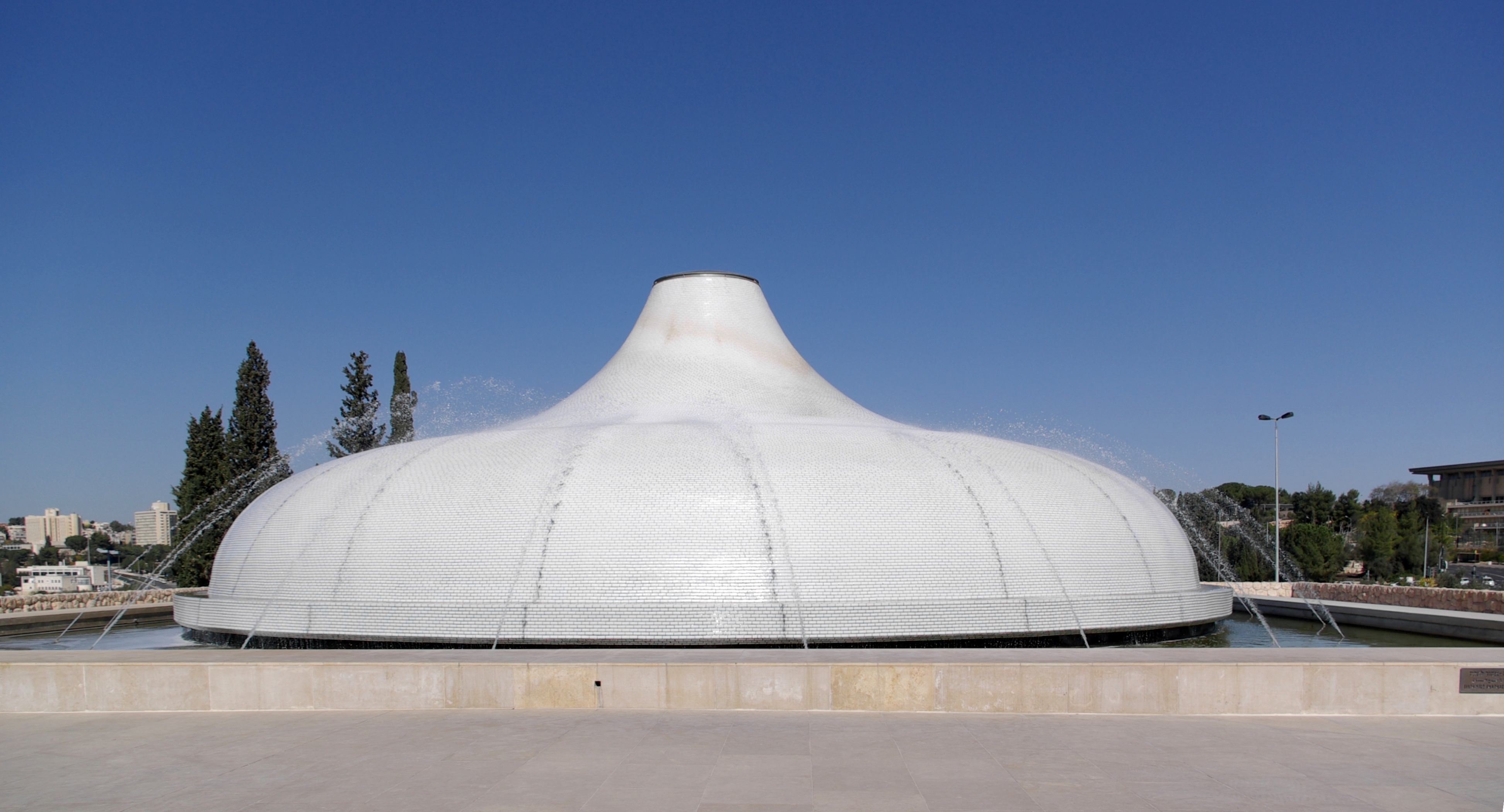
책의 사당
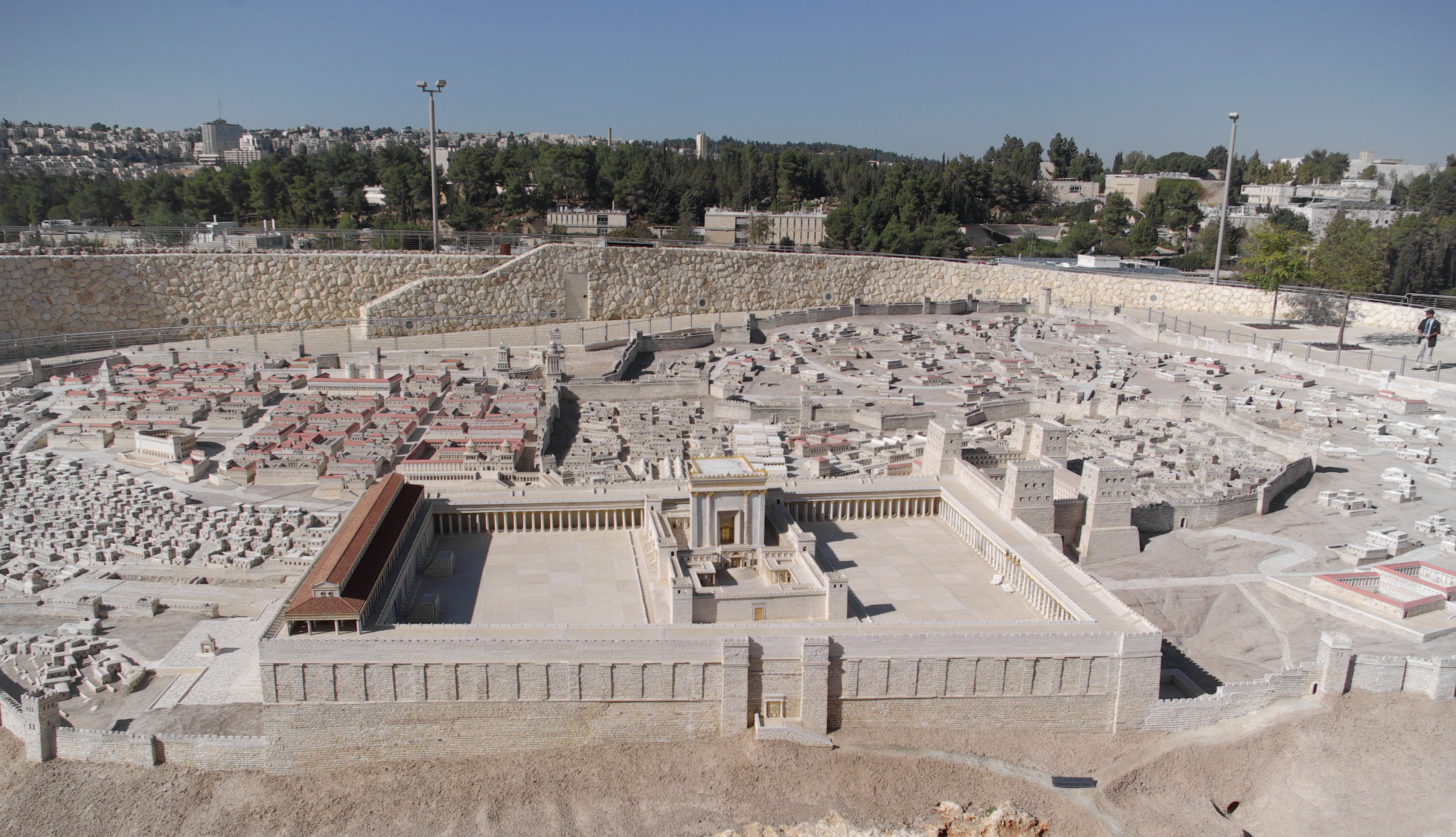
예루살렘 제2성전

## 같이 보기
- 가장 큰 미술관 목록